# Bayon-sur-Gironde
Bayon-sur-Gironde (okzitanisch: Baion) ist eine französische Gemeinde mit 737 Einwohnern (Stand: 1. Januar 2022) im Département Gironde in der Region Nouvelle-Aquitaine. Sie gehört zum Arrondissement Blaye und zum Kanton L’Estuaire.

## Geografie
Bayon-sur-Gironde liegt etwa 24 Kilometer nördlich von Bordeaux am Ästuar der Gironde. Zum Gemeindegebiet gehören ein unbewohnter Teil der Flussinsel Île de Cazaux und das Tanklager der Erdölraffinerie von Ambès. Umgeben wird Bayon-sur-Gironde von den Nachbargemeinden Comps im Norden, Samonac im Nordosten, Saint-Seurin-de-Bourg im Osten, Ambès im Südosten, Macau im Süden, Margaux-Cantenac im Südwesten sowie Gauriac im Westen und Nordwesten.

## Bevölkerungsentwicklung
| Jahr                       | 1962 | 1968 | 1975 | 1982 | 1990 | 1999 | 2009 | 2020 |
| Einwohner                  | 713  | 759  | 746  | 736  | 747  | 747  | 712  | 729  |
| Quellen: Cassini und INSEE |      |      |      |      |      |      |      |      |

## Sehenswürdigkeiten
- Kirche Notre-Dame (Monument historique)
- Schloss Tayac
- Schloss Falfas (Monument historique)

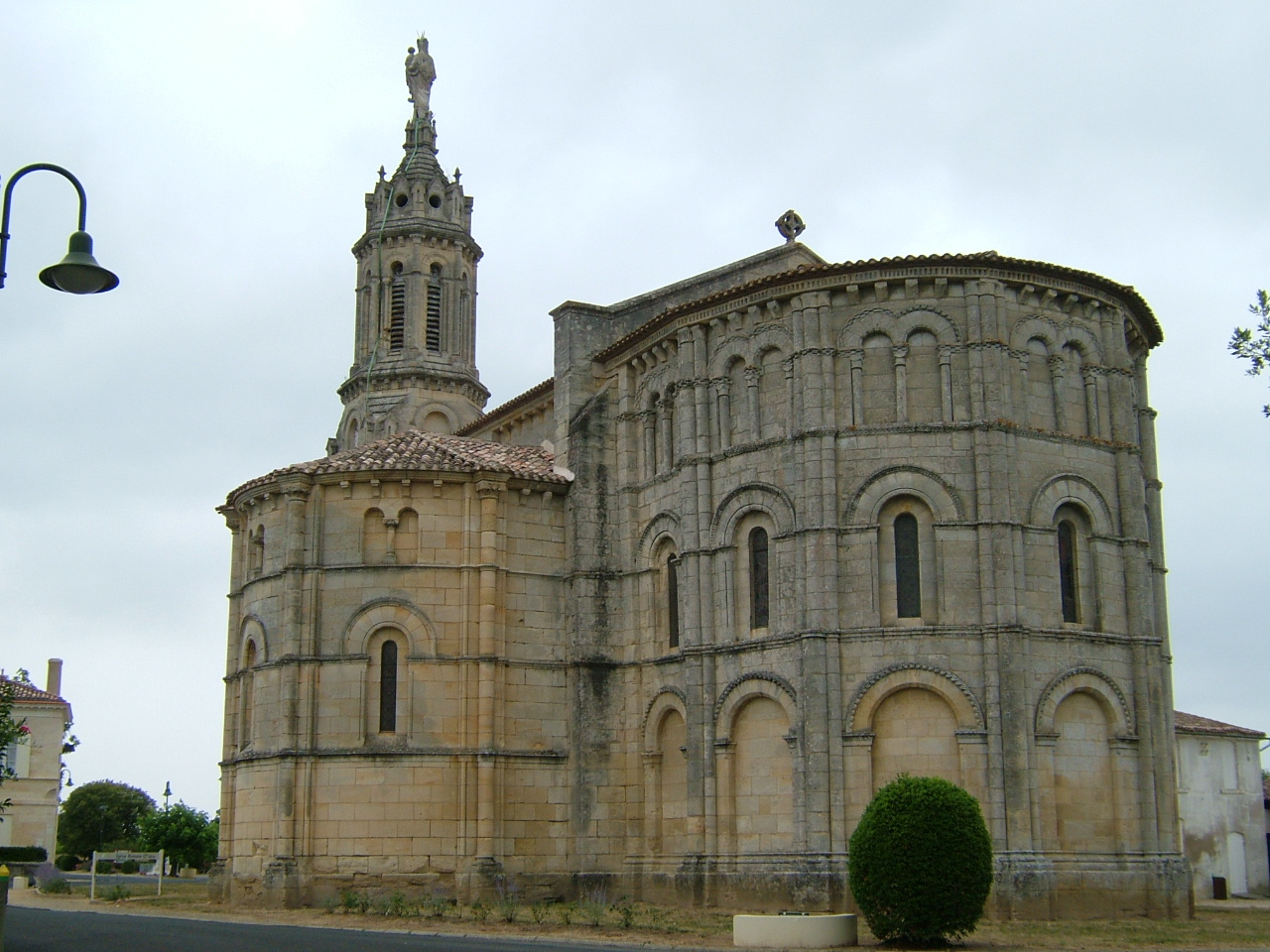
Kirche Notre-Dame
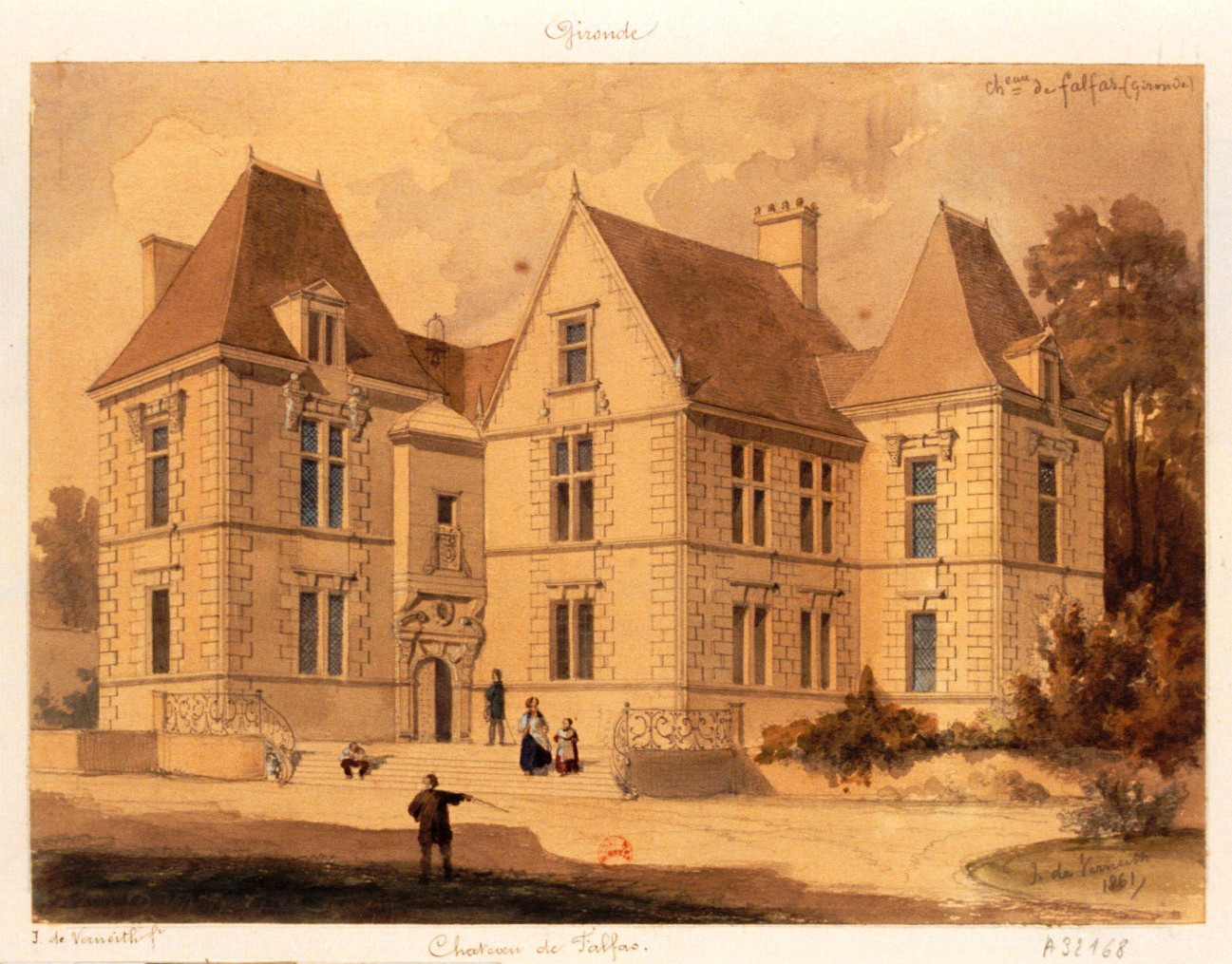
Schloss Falfas
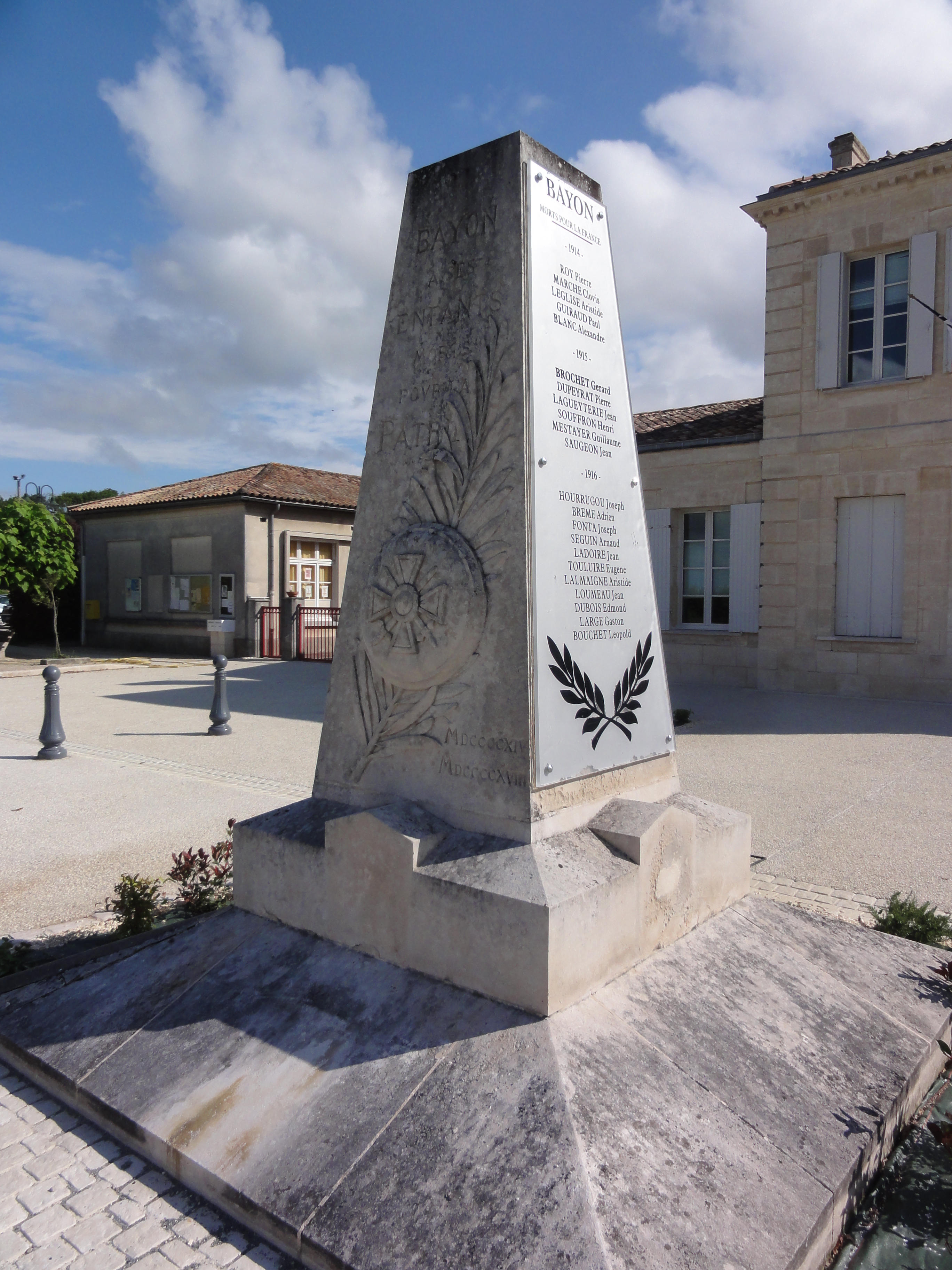
Gefallenendenkmal
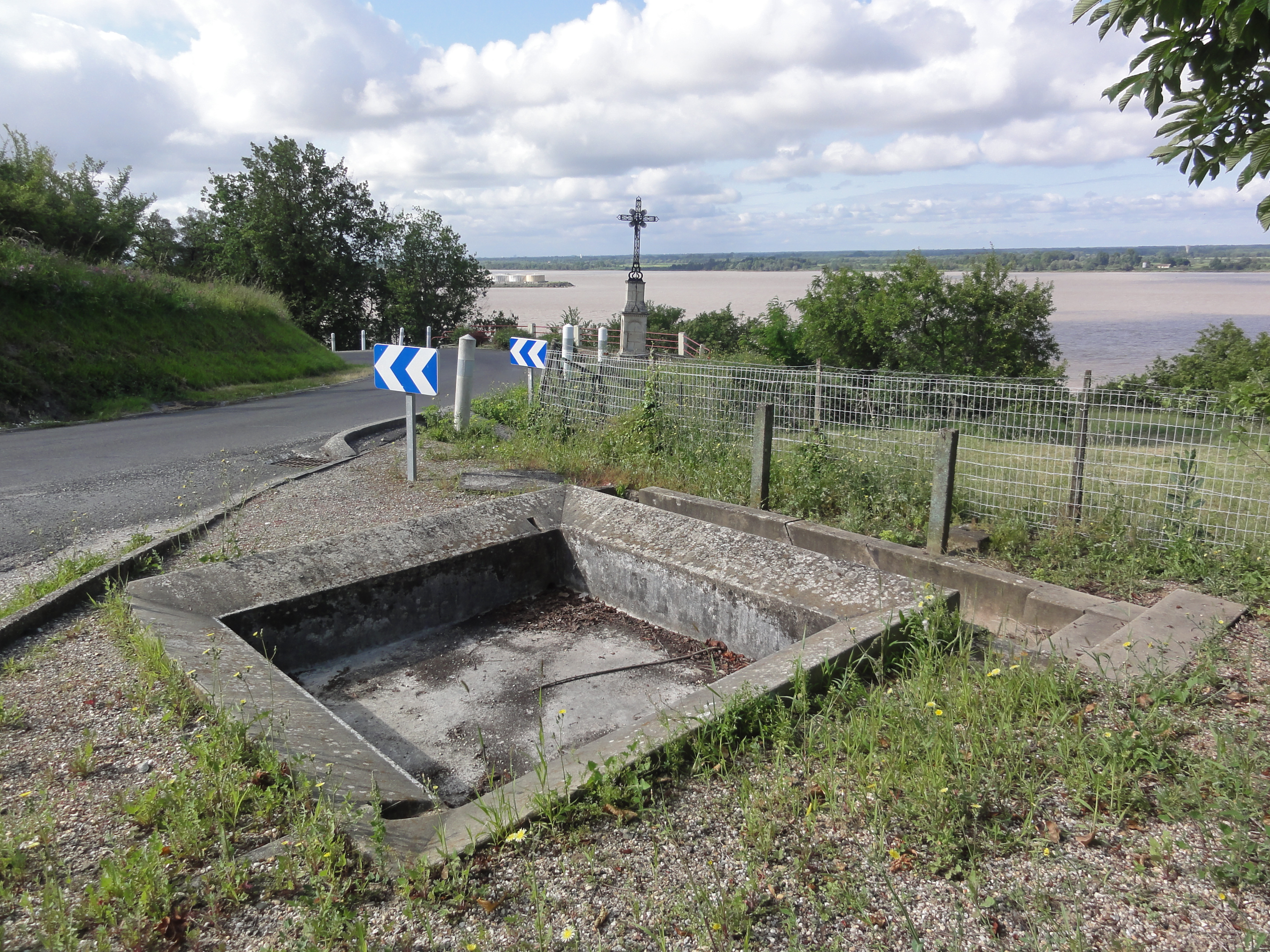
Reste des ehemaligen Waschhauses
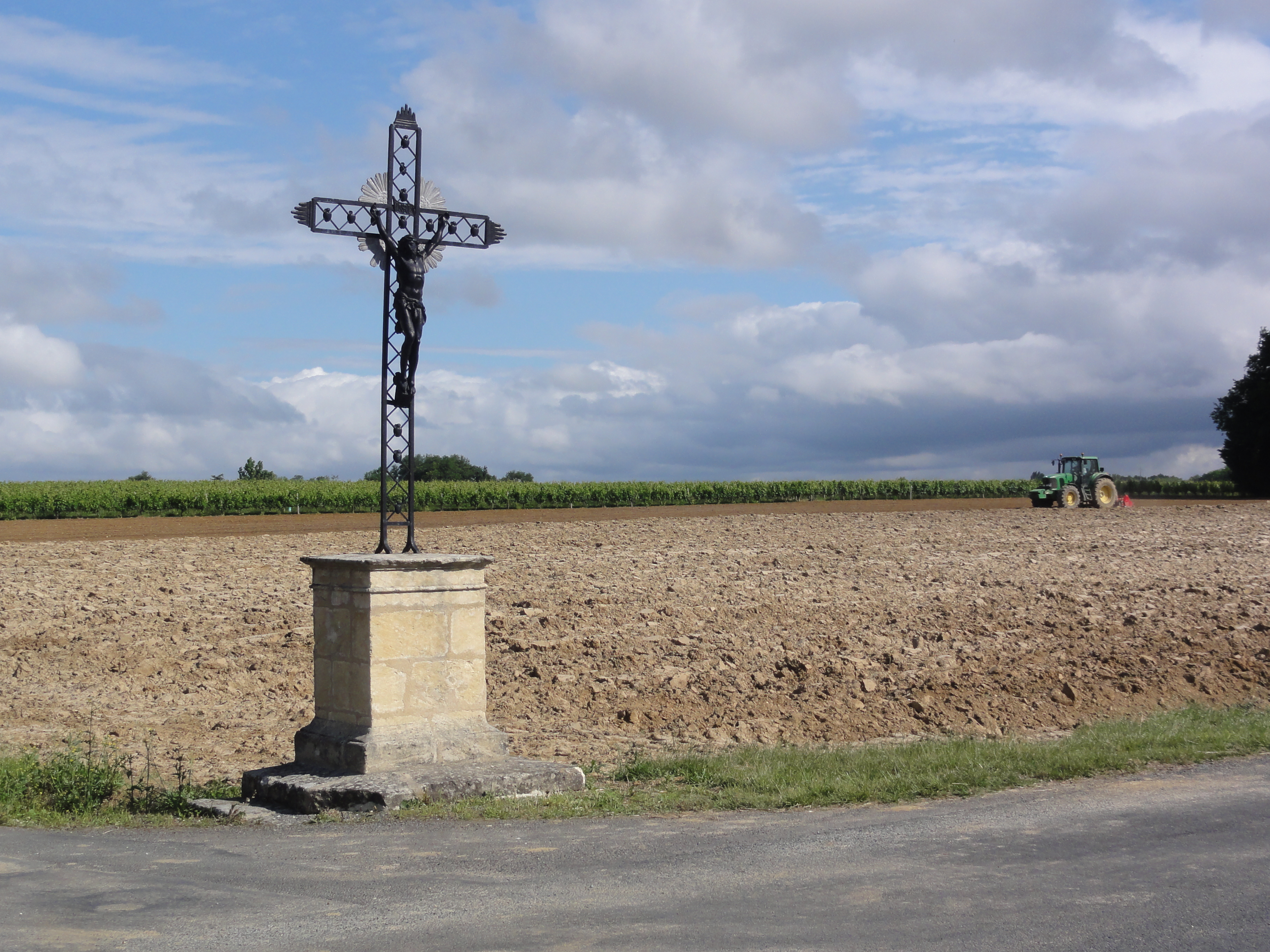
Wegkreuz